# Colindres
Colindres – gmina w Hiszpanii, w prowincji Kantabria, w Kantabrii, o powierzchni 5,94 km². W 2011 roku gmina liczyła 8140 mieszkańców.